# Розливна вулиця (Київ)
Розливна ву́лиця — зникла вулиця, що існувала в Дніпровському районі (на той час — Дарницькому)]] міста Києва, місцевість Березняки. Пролягала від Дарницького шосе до залізниці.

## Історія
Вулиця виникла в 1-й чверті ХХ століття, мала назву Леніна. Назву Розливна вулиця набула 1958 року.
Ліквідована 1971 року у зв'язку зі знесенням старої забудови.